# Transitioning (Glee)
"Transitioning" er den syvende episode af den sjette sæson af den amerikanske tv-serie Glee, og den 115. episode overordnet set. Episoden blev skrevet af Matthew Hodgson, og instrueret af Dante Di Loreto. "Transitioning" blev første gang vist på kanalen Fox den 13. februar 2015 i USA. 
Episoden handler om at Will Schuester har problemer med metoder til Vocal Adrenaline, og han forsøger at lærer dem noget respekt. Rachel Berry skal komme overens med, at hendes barndomshjem sælges, og Coach Beiste har en vanskelig tilbagevenden til McKinley High, for at begynde livet som en mand.

## Plot
Will Schuester og hans hustru Emma opdager, at Vocal Adrenaline, ledet af Clint, har kastet æg på Rachel Berry og Blaine Anderson, så han laver en lektion om tolerance og hidkalder Wade "Unique" Adams for at hjælpe, men Clint og de øvrige medlemmer lytter ikke. Coach Shannon Beiste returnerer til McKinley High efter kønsskifteoperation og hedder nu Sheldon Beiste. Principal Sue Sylvester og Sam Evans byder ham velkommen tilbage, da Sue lover at der ikke vil være nogen problemer på skolen med Beistes nye udseende. Rachel Berry fortæller Sam, at hendes barndomshjem er blevet solgt af sine fædre, og hun er ulykkelig over dette, så Sam spørger Kurt Hummel, Mercedes Jones, Artie Abrams, Kitty Wilde, og Blaine om at hjælpe. Beistes bil er vandaliseret af Vocal Adrenaline, og Will er gal. Rachel og Kurt annoncere lektie for New Directions er "overgange", som medlemmer Spencer Porter, Jane Hayward, Mason McCarthy og Madison McCarthy er inviteret til en fest, for at sige farvel til Rachels hjem, og der skal de synge duetter.Mercedes er parret med Roderick og Kurt snyder sig vej ind i en duet med Blaine. Sam og Spencer ønsker at, gøre op med Vocal Adrenaline men Beiste stopper dem. Will kalder Vocal Adrenaline for deres handlinger, men Clints vinder-tager-det-hele holdning, får Will til at smide ham af holdet. Will og Emma diskuterer Wills problemer med coaching Vocal Adrenaline.
Til festen sniger Rachel og Sam sig ovenpå til Rachels gamle soveværelse for at sige farvel, og de kysser. Kurt og Blaine synger deres duet, som får til dem til at kysse udenfor. Beiste mødes med Unique og de diskuterer deres indbyrdes problemer, hvor Unique forsikrer Beiste, at han ikke er alene. Clint vender tilbage til Vocal Adrenaline, hvor han er blevet genindsat af rektoren, men Will accepterer ændringen. Blaine fortæller sin kæreste Dave Karofsky om kysset og de slår op, da Dave opdager, at Kurt og Blaine stadig er forelsket i hinanden. Blaine vil fortælle det til Kurt, men ser ham med Kurts nye ven Walter, så han fortæller ikke Kurt noget. Will og Vocal Adrenaline sniger sig ind i McKinley Highs auditorium for lave deres løjer, men det bliver afsløret, som en intervention af Unique og et kor af transseksuelle personer, som Beiste er velkommen i, hvor han finder accept. Will kvitter Vocal Adrenaline og accepterer en frivillig stilling, for at hjælpe med New Directions.

## Eksterne links
- Transitioning på Internet Movie Database (engelsk)
- Transitioning hos TV.com (engelsk)